# Fernando de Otazu y Zulueta
Fernando de Otazu y Zulueta (Aretxabaleta, Guipúscoa, 13 d'agost de 1920 - Sant Sebastià, 11 de setembre de 1992) va ser un advocat i polític espanyol, últim alcalde de Sant Sebastià abans de la democràcia i procurador en les últimes Corts Franquistes.

## Biografia
Fernando de Otazu, va néixer en el si d'una família de la noblesa basca-navarresa. El seu lloc de naixement va ser el Palau de Arrátabe de Aretxabaleta, propietat de la seva família, i actual seu de l'ajuntament d'aquesta localitat. El seu pare era José María de Otazu Arrátabe. Va ser trigemin i els seus dos germans Iñigo i José María, també van ser personalitats destacables. José María va ser president de l'Associació de Donants de Sang i Iñigo, diputat al Congrés per Aliança Popular.
Fernando de Otazu va ostentar el títol de XXV Senyor de la Torre de Zabaleta de Lesaka. Va ser advocat de professió.

### Procurador de Corts (1974-77)
En 1974 Otazu va ser escollit procurador en les Corts Franquistes com a representant dels municipis de Guipúscoa, en substitució de Felipe de Ugarte. En el moment de la seva elecció ocupava el càrrec de regidor a l'ajuntament de Sant Sebastià. Va viure per tant com procurador els últims anys de les Corts Franquistes i va participar en la seva històrica votació que va donar lloc a la seva autodissolució i a l'aprovació de la Llei per a la Reforma Política. Va cessar del seu càrrec, com la resta de procuradors, el 30 de juny de 1977, després de celebrar-se les primeres Eleccions Generals democràtiques a Espanya.
En la seva etapa com a procurador es va destacar per les seves iniciatives per a aconseguir la legalització del joc a Espanya, sent un dels més ferms defensors, que finalment va arribar en març de 1977. També va intentar que s'establís un casino en el Palau de Miramar de Sant Sebastià, però aquesta iniciativa no va acabar prosperant davant l'oposició dels veïns.

### Alcalde de Sant Sebastià (1977-78)
Al març de 1977, va dimitir Fernando Lasa, alcalde de Sant Sebastià fins llavors, i Otazu, qui havia exercit com a primer tinent d'alcalde, va passar a presidir la corporació municipal com a alcalde en funcions. El seu curt mandat, d'any i mig de durada, va coincidir com un dels períodes més convulsos en la història del govern municipal de la ciutat i va estar marcat per la lluita política entre el consistori de De Otazu i la major part dels partits polítics, els qui demanaven la dimissió de De Otazu i la seva substitució per una comissió gestora municipal de caràcter democràtic.
Al marge d'aquesta baralla política, cal destacar com a fet ressenyable del seu mandat, que al setembre de 1977 es va inaugurar el conjunt escultòric de la Pinta del Vent d'Eduardo Chillida, que acabaria convertint-se en un dels símbols més recognoscibles de la ciutat.
Els partits polítics pressionaven en aquell moment per a la democratització del poder municipal. Després de la celebració de les eleccions generals de juny de 1977 es va donar una situació paradoxal; el Parlament i el Govern de la UCD tenien una legitimitat democràtica, però els ajuntaments seguien governats per càrrecs escollits durant el règim anterior. A més les eleccions generals havien permès ponderar la correlació de forces de cada opció política a nivell municipal. Mentre el debat polític se centrava en la redacció d'una Constitució, que determinaria entre altres coses, la forma concreta d'elegir els càrrecs municipals; els ajuntaments continuaven mantenint l'estructura anterior predemocràtica; a l'espera de la convocatòria d'unes futures eleccions municipals sense concretar encara.
Com les corporacions municipals estaven controlades en gran manera per gent afí al règim anterior i/o a la coalició governant UCD, els partits polítics de l'oposició, especialment a partir de les eleccions de juny de 1977, van pressionar per a substituir les corporacions municipals per unes altres que reflectissin el suport electoral real de cada opció política. Pel fet que aquests partits opositors tenien un suport majoritari a Sant Sebastià, la situació dels regidors donostiarres es va anar fent cada vegada més complexa i incòmoda al llarg de 1977 i 1978. Davant la pressió política i social; i l'amenaça d'ETA, per a estiu de 1978 tant l'alcalde com els regidors donostiarres havien tirat la tovallola i manifestaven en públic la seva intenció de dimitir i deixar pas lliure a una gestora. No obstant això la seva dimissió formal no va ser acceptada pel Ministeri de l'Interior. El consistori va buscar la manera de dimitir mitjançant el procediment d'absentar-se els seus integrants durant diversos plens. Mentre aquest procediment s'estava duent a terme, el 8 de setembre de 1978, de matinada, un artefacte va fer explosió al portal del domicili d'Otazu, causant alguns danys materials.
Aquest atemptat intimidatori va ser el detonant perquè només dos dies més tard, finalment el Governador Civil de Guipúscoa acceptés cessar els regidors. La marxa dels regidors és una cosa que la corporació -en paraules del seu alcalde- " estava desitjant des de fa temps", va dir Otazu. Després de diversos dies de negociacions entre les formacions polítiques, finalment el 24 de setembre de 1978, dimití l'Ajuntament amb Fernando Otazu al capdavant i va prendre possessió una comissió gestora presidida pel socialista Ramón Jáuregui, ja amb el suport del Ministeri d'Interior.
A partir de llavors Otazu es va mantenir allunyat de la política.
Va morir l'11 de setembre de 1992 en Sant Sebastià.